# Copule indo-européenne
La présence d’un verbe correspondant au verbe français être, et généralement appelé copule (lat. copula « lien, union [en particulier : de mots] »), constitue un trait commun à toutes les langues indo-européennes. Cet article présente l'origine des formes de ce verbe attestées dans différentes langues, anciennes et actuelles, à partir des formes dont on postule l'existence dans la protolangue indo-européenne (ou « proto-indo-européen », ci-après abrégé i.-e.).

## Caractéristiques générales
Ce verbe a deux significations de base. Dans un contexte peu marqué, c’est simplement une copule (« Je suis fatigué », « Il est là », « C'est une honte ! »), c’est-à-dire une fonction qui peut être exprimée très différemment dans des langues non indo-européennes. Dans un contexte plus marqué, il exprime l’existence (« Je pense, donc je suis ») ; la ligne de partage entre les deux n’étant pas toujours facile à tracer. Certaines traditions grammaticales réservent une place à part au verbe substantif (« Il est artiste »), à savoir « "être" considéré comme exprimant l'existence réelle ou "substantielle" par opposition aux autres verbes, propres à exprimer l'accident » [pas clair] [précision nécessaire] .
De surcroît, beaucoup de langues indo-européennes utilisent ce verbe en tant qu’auxiliaire pour la formation de temps grammaticaux composés (présent progressif anglais « I’m working », passé composé français « Je suis entré »…) On trouvera beaucoup d’autres emplois et valeurs dans les diverses langues. Par exemple, bien qu’à la base, « être » soit un verbe statif, l’anglais le fait fonctionner comme un verbe dynamique dans des expressions figées (ex : You are being very annoying « tu te conduis de façon exaspérante »); le français familier et le russe en font un verbe de déplacement (fr. fam. « J'ai jamais été à Paris », r. Ja nikogda ne byl v Pariže); l'allemand dit 2 und 2 sind 4 [litt. « 2 et 2 sont 4 »] là où le français dit font.
La copule est le verbe le plus irrégulier dans de nombreuses langues indo-européennes. Cela est dû partiellement à sa grande fréquence d’emploi, mais aussi au fait que le proto-indo-européen offrait plusieurs verbes susceptibles d’assurer ces fonctions, avec pour résultat que les langues filles ont eu tendance à former, de différentes manières, des paradigmes de verbes supplétifs. Le présent article décrit la manière dont les formes irrégulières se sont développées à partir d’une série de racines.

## Les racines indo-européennes

### *h₁es-
La racine *h₁es- était certainement déjà une copule en proto-indo-européen. Le degré plein timbre e (voir Alternance vocalique) se retrouve dans certaines formes telles que l’anglais is, l’allemand ist, le latin ou le français est, tandis que le degré zéro a produit des formes commençant par /s/, comme le sanskrit védique smas (3e pl. sánti) ou l’allemand sind, le latin sumus ou le français sommes. En i.-e., *h₁es- était un verbe athématique en -mi, c’est-à-dire que la 1re personne du singulier était *h₁esmi ; cette flexion a survécu dans le sanskrit asmi, le vieux slave есмь (jesmĭ), l’anglais am, etc.
On reconstruit généralement l’indicatif présent du verbe pour le proto-indo-européen comme suit :
| Personne | Singulier                                | Pluriel   |
| -------- | ---------------------------------------- | --------- |
| 1        | *h₁és-mi                                 | *h₁s-més  |
| 2        | *h₁és-si (déjà réduit en i.-e. à *h₁ési) | *h₁s-th₁é |
| 3        | *h₁és-ti                                 | *h₁s-énti |

### *bʰuH-
La racine *bʰuH- (où H représente une laryngale non déterminée ; *bʰueh₂- selon le LIV) signifiait probablement « croître », mais aussi « devenir ». C’est la source de l’infinitif anglais be et du participe been (les participes germaniques ont un suffixe en -an), aussi bien que, par exemple, du futur bithidh en gaélique écossais, ou de l’infinitif slave, comme le russe быть [byt']. Le /bh/ en i.-e. est devenu /f/ en latin, d’où le participe futur futūrus et le parfait fuī ; le latin fiō « je deviens » dérive aussi de cette racine, ainsi que le verbe grec φύω, d’où proviennent le mot français physique. Jasanoff reconstruit l’indicatif présent de ce verbe comme suit :
| Personne | Singulier       | Pluriel       |
| -------- | --------------- | ------------- |
| 1        | *bʰúH-i-h₂e(i)  | *bʰuH-i-mé-   |
| 2        | *bʰúH-i-th₂e(i) | *bʰuH-i-(t)é- |
| 3        | *bʰúH-i-e       | *bʰuH-i-énti  |

### *h₂ues-
Les avatars de *h₂ues- se traduisent tantôt « être, exister » (cf. vieil anglais wesan et hittite ḫuišzi « (sur)vivre »), tantôt « demeurer, rester » (cf. tokharien B wäs-, avestique vaŋhaiti et védique vásati), mais plus souvent encore : « passer la nuit » (cf. grec homérique íaýō, aoriste aésai et ancien irlandais foaid). Le degré plein timbre e est présent dans le participe allemand gewesen, le timbre o survit en anglais et dans l’ancien haut-allemand was, tandis que le degré long timbre e (*wēs-) a donné l’anglais were. (Le rhotacisme des formes germaniques résulte de la loi de Verner).

### *h1er-
La racine *h1er- signifiait « se déplacer ». C’est probablement là l’origine du radical du présent en vieux norrois : em, ert, er, erum, eruð, eru (les formes des 2es personnes ont été empruntées en anglais : art et are.), et plus tard dans les langues scandinaves. D’autres spécialistes rapprochent ces formes de *h₁es- et présument une alternance grammaticale (/s/→/r/), bien que cela semble difficile à expliquer pour ce radical.

### *steh₂-
La racine *(s)teh₂- survit en anglais stand avec son sens original : « se tenir debout ». De cette racine provient le radical présent de ce qu’on appelle le « verbe substantif » en gaélique irlandais et écossais, respectivement tá et tha. En latin, stō, stare a conservé le sens de « être debout », jusqu’à ce que des formes locales du bas-latin ne commencent à l’utiliser comme copule dans certains contextes. De nos jours, ceci survit dans la mesure où diverses langues romanes l’utilisent comme l’une de leurs deux copules (espagnol, portugais, catalan estar). On constate aussi dans les langues romanes une tendance à utiliser un participe passé dérivé de *steh₂- pour remplacer celui qui dérive de la copule principale (italien stato, français été).

## Les paradigmes résultants

### Hittite
Le verbe « être » en hittite est dérivé de la racine indo-européenne *h₁es-.
|         | Indicatif présent | Indicatif prétérit | Impératif          |
| ------- | ----------------- | ------------------ | ------------------ |
| 1re sg. | ēšmi              | ešun               | ēšlit ēšlut ašallu |
| 2e sg.  | ēšši              | ēšta               | ēš                 |
| 3e sg.  | ēšzi              | ēšta               | ēšdu               |
| 1re pl. | (ašweni)          | ēšwen              | ——                 |
| 2e pl.  | ēšteni            | ēšten              | ēšten              |
| 3e pl.  | ašanzi            | ešer               | ašandu             |

### Sanskrit védique
Le verbe as « être » en sanskrit védique est dérivé de la racine indo-européenne *h₁es-.
| Personne | Indicatif présent actif | Indicatif présent actif | Indicatif présent actif |
| Personne | Singulier               | Duel                    | Pluriel                 |
| -------- | ----------------------- | ----------------------- | ----------------------- |
| 1.       | asmi                    | svas                    | smas                    |
| 2.       | asi                     | sthas                   | stha                    |
| 3.       | asti                    | stas                    | santi                   |

bhū - « être »
| Personne | Indicatif présent actif | Indicatif présent actif | Indicatif présent actif |
| Personne | Singulier               | Duel                    | Pluriel                 |
| -------- | ----------------------- | ----------------------- | ----------------------- |
| 1.       | bhavāmi                 | bhavāvas(i)             | bhavāmas(i)             |
| 2.       | bhavasi                 | bhavathas               | bhavatha                |
| 3.       | bhavati                 | bhavatas                | bhavanti                |

### Grec ancien
Le verbe eimi « je suis » en grec ancien est dérivé de la racine indo-européenne *h₁es-.
|         | Indicatif présent             |
| ------- | ----------------------------- |
| 1re sg. | εἰμί (eimi)                   |
| 2e sg.  | εἶ, εἶς, ἐσσί (ei, eis, essi) |
| 3e sg.  | ἐστί(ν) (esti(n))             |
| 1re pl. | ἐσμέν, εἰμέν (esmen, eimen)   |
| 2e pl.  | ἐστέ (este)                   |
| 3e pl.  | ἐντί, εἰσί(ν), enti, eisi(n)  |

Les deux s de 2 sg. essi, attesté chez Homère et Pindare, ne sont pas d'origine : le groupe ss s'était simplifié dès le stade IE. D'autre part, 3e pl. enti, eisi paraissent reposer sur s-enti avec réinterprétation du e comme élément du radical

### Langues slaves
Tableau à valeur indicative. Les paradigmes des langues modernes ne sauraient être calqués sur l'état vieux slave. De nombreuses formes ont été rebâties (par exemple, l'impératif de la troisième personne du singulier en russe n'est vraisemblablement pas un avatar de l'impératif vieux slave) ; la grammaticalisation de l'aspect, les développements de l'aoriste, de l'imparfait et l'apparition du prétérit et des gérondifs ont bouleversé l'économie du système dans les divers idiomes slaves.
Remarque: En russe moderne, le verbe être au présent n'est utilisé qu'à la 3e personne du singulier (pour exprimer la possession)
|                         | Vieux-slave (sans le duel)                                             | Ukrainien                                      | Vieux russe                                                                     | Polonais                                         | Serbo-croate Bosnien = Croate = Serbe                                                             | Bulgare |
| Infinitif               | byti                                                                   | buty                                           | быть, byt'                                                                      | być                                              | biti                                                                                              | да бъда, da bada |
| Présent                 | esmĭ esi estĭ esmŭ este sǫtŭ                                           | je                                             | есмь, esm' еси, esi есть, est' есмы, esmy есте, este суть, sut'                 | jestem jesteś jest jesteśmy jesteście są         | jesam, sam jesi, si jest, je jesmo, smo jeste, ste jesu, su                                       | съм, sam си, si е, e сме, sme сте, ste са, sa                                                                                |
| Imparfait               | běxŭ bě běxomŭ běste běšę                                              |                                                |                                                                                 |                                                  | bijah, bjeh/beh bijaše, bješe/beše bijasmo, bjesmo/besmo bijaste, bjeste/beste bijahu, bjehu/behu | бях, byah беше, beshe бяхме, bjahme бяхте, bjachte бяха, bjaha                                                               |
| Futur                   | bǫdǫ bǫdeši bǫdetŭ bǫdemŭ bǫdete bǫdǫtŭ                                | budu budeš bude(t′) budem(o) budete budut′     | буду, budu будешь, budeš' будет, budet будем, budem будете, budete будут, budut | będę będziesz będzie będziemy będziecie będą     | budem budeš bude budemo budete budu                                                               | ще бъда, shte bada ще бъдеш, shte badesh ще бъде, shte bade ще бъдем, shte badem ще бъдете, shte badete ще бъдат, shte badat |
| Impératif               | – bǫdi bǫděmŭ bǫděte bǫdǫ                                              | – buvaj/bud′ – buvajmo/bud′mo buvajte/bud′te – | – будь, bud’ – будем, budem будьте, bud’te –                                    | – bywaj/bądź – bywajmy/bądźmy bywajcie/bądźcie – | – budi (neka bude) budimo budite (neka budu)                                                      | - бъди, badi - бъдете, badete -                                                                                              |
| Conditionnel            | bimĭ, byxŭ bi, by(stŭ) bi, by bimŭ, byxomŭ biste, byste bǫ, bišę, byšę |                                                |                                                                                 |                                                  | (+ participe parfait) bih bi bismo biste biše                                                     | (+ participe parfait)бих, bih би, bi бихме, bihme бихте, bihte биха, biha                                                    |
| Participe présent actif | sy m. sǫšti f. sy n.                                                   | buvajučyj m. buvajuča f. buvajuče n.           | будущий, buduščij m. будущая, buduščaja f. будущее, buduščee n.                 | będący m. będąca f. będące n.                    | budući m. buduća f. buduće n.                                                                     | (néant, sauf erreur) |
| Participe passé actif   | byvŭ m. byvŭši f. byvŭ n.                                              | buvšyj m. (adj.: « ex- ») buvša f. buvše n.    | бывший, byvšij m. (adj.: « ex- ») бывшая, byvšaja f. бывшее, byvšee n.          |                                                  |                                                                                                   | |
| Participe résultatif    | bylŭ m. byla f. bylo n.                                                |                                                |                                                                                 | był była było                                    | bio bila bilo                                                                                     | бил, bil била, bila било, bilo                                                                                               |

### Langues italiques
En dehors du latin, les langues italiques anciennes sont très peu attestées. Nous connaissons toutefois, en osque : set (ils sont), fiiet (ils deviennent), fufans (ils ont été) et fust (il sera) ; et en ombrien : sent (ils sont). Cette section présente le cas du latin et des langues romanes auxquelles il a donné naissance.
En espagnol, portugais, catalan et galicien, et dans une moindre mesure en italien, il existe deux paradigmes parallèles, ser/èsser/essere (du latin esse, être) d’une part, et estar/stare (du latin stare, être debout) de l’autre.
Pour simplifier, la table ci-après ne présente que la conjugaison complète du présent, et les formes de la 1re personne du singulier de certains autres temps.
|                         | Latin                       | Latin                             | Français/anc.fr.             | Français/anc.fr.                    | Espagnol                   | Espagnol                              | Italien                     | Italien                          | Portugais               | Portugais                             | Catalan                | Catalan                            | Roumain                            | Roumain |
| Infinitif               | esse                        | stāre                             | être                         | ester                               | ser                        | estar                                 | essere                      | stare                            | ser                     | estar                                 | ser, ésser             | estar                              | fi                                 |         |
| Indicatif présent       | sum es est sumus estis sunt | stō stās stat stāmus stātis stant | suis es est sommes êtes sont | este estes este estons estez estent | soy eres es somos sois son | estoy estás está estamos estáis están | sono sei è siamo siete sono | sto stai sta stiamo state stanno | sou és é somos sois são | estou estás está estamos estais estão | sóc ets és som sou són | estic estàs està estem esteu estan | sunt eşti este suntem sunteţi sunt |         |
| Subjonctif présent      | sim                         | stet                              | sois                         | este                                | sea                        | esté                                  | sia                         | stia                             | seja                    | esteja                                | sigui                  | estigui                            | fiu                                |         |
| Prétérit                | fuī                         | steti                             | fus                          | estai                               | fui                        | estuve                                | fui                         | stetti                           | fui                     | estive                                | fui (inusité)          | estiguí (inusité)                  | fusei / fui                        |         |
| Imparfait               | eram                        | stābam                            | étais                        | estais                              | era                        | estaba                                | ero                         | stavo                            | era                     | estava                                | era                    | estava                             | eram                               |         |
| Futur                   | erō                         | stābō                             | serai                        | esterai                             | seré                       | estaré                                | sarò                        | starò                            | serei                   | estarei                               | seré                   | estaré                             | voi fi                             |         |
| Participe passé / Supin | n/a                         | stātum                            | été (emprunt)                | esté                                | sido                       | estado                                | stato (emprunt)             | stato                            | sido                    | estado                                | sigut (dialectal)      | estat                              | fost                               |         |

Dans plusieurs langues romanes modernes, le parfait se présente comme un temps composé formé à partir du participe comme en anglais, mais l’ancien parfait latin survit dans le prétérit, d’usage courant en espagnol et en portugais, et dans le passé simple, d’usage littéraire en français, italien et catalan.
On constate une tendance, pour le participe passé dérivé de stare (ou plus précisément de son supin, statum) à remplacer celui de la copule principale, dérivée de esse. Par exemple, le participe été en français provient de statum.

### Langues germaniques
|                    | Vieux norrois                      | Danois           | Vieil anglais              | Vieil anglais      | Anglais             | Vieux haut-allemand                           | Allemand                             | Néerlandais                           | Gotique                                   | Suédois       | Vieux suédois                 |
| Infinitif          | vera                               | være             | wesan                      | bēon               | be                  | wesan                                         | sein                                 | zijn / wezen                          | wisan                                     | vara          | vara                          |
| Indicatif présent  | em ert (est) er (es) erum eruð eru | er               | eom eart is sint sint sint | bēo bist biþ bēoþ  | am (art) is are     | bim bis(t) ist sum(es), birum sīt, birut sint | bin bist ist sind seid sind          | ben bent is zijn zijn / gij zijt zijn | im is ist sijum sijuþ sind                | är            | æm æst ær ærum ærin æro       |
| Subjonctif présent | siá sér sé sém séð sé              | være (très rare) | sīe sīen sīen              | bēo bēon           | be                  | sī sīs(t) sī sīm(es) sī(n)t sīn               | sei sei(e)st sei seien sei(e)t seien | zij                                   | sijau sijais sijai sijaima sijaiþ sijaina | vare (rare)   | væri sēin sēn sē              |
| Prétérit           | var vast var várum váruþ váru      | var              | wæs wǣre wæs wǣron         | wæs wǣre wæs wǣron | was (wast) was were | was wâri was wârum wârut wârun                | war warst war waren wart waren       | was waren waren / gij waart waren     | was wast was wesum wesuþ wesun            | var           | var vart var vārom vārin vāro |
| Participe passé    | verit                              | været            | ġeweson                    | ġebēon             | been                | giwesan                                       | gewesen                              | geweest                               | gewesuþ                                   | varit (supin) | varin                         |

Le vieil anglais conservait les verbes wesan et bēon séparément au travers de ce radical, bien qu’on ne sache pas exactement s’il faisait dans l’usage le même type de distinction systématique que l’on trouve par exemple en espagnol. Au prétérit, toutefois, les paradigmes ont fusionné. Le vieil anglais n’avait pas de participe pour ce verbe.

### Langues celtes
Dans les langues celtes les plus anciennes, il existait une distinction entre ce qu’on appelle le verbe substantif (verbum substantivum), utilisé dans le cas où le prédicat était une proposition adjectivale ou prépositionnelle, et la copule, utilisée lorsque le prédicat était un nom. Ce contraste se maintient de nos jours dans les langues gaéliques, mais s’est perdu dans les langues brittoniques.
La conjugaison des verbes en vieil irlandais et en moyen gallois était la suivante :
|          | Verbe substantif (vieil irlandais)                           | Copule (vieil irlandais)         | Moyen gallois                                  | Gaulois       |
| Présent  | (at)·tó (at)·taí (at)·tá (at)·taam (at)·taïd (at)·taat       | am at is ammi adib it            | wyf wyt yw, mae, taw, oes ym ywch ynt, maen(t) | immi, imi ?   |
| Prétérit | ·bá ·boí ·bámmar ·baid ·bátar                                | basa ba bommar non attesté batar | buum buost bu buam buawch buant                | ?             |
| Futur    | bia bie bieid, ·bia beimmi, ·biam bethe, ·bieid bieit, ·biat | be bid bimmi non attesté bit     | bydaf bydy byd bydwn bydwch bydant             | ? ? bissiet ? |

Les formes du présent du verbe substantif en vieil irlandais, ainsi que le gallois taw (cfr. le moy. cornique otte, atta « il y a », vx. breton to « c’est »), proviennent de la racine i.-e. *(s)teigʰ- « subir, faire un pas ». Les autres formes dérivent des racines *h₁es- et *bʰuH-. Le gallois mae signifiait à l’origine « voici » (cf. yma « ici »).
En langue gauloise, on connaît le présent du subjonctif à la 3e personne du singulier : buet(-id), bueθ (de *buet-se), et du pluriel : *biont(-utu).
En gaélique moderne, les flexions personnelles ont pratiquement disparu, mais la négation et l’interrogation sont marquées par des formes distinctives. Alors que certaines grammaires distinguent encore le verbe substantif de la copule, d’autres considèrent les formes substantives comme des formes assertives de la copule ; comme le verbe est dans tous les cas supplétif, ceci n’est qu’une question de perspective.
|                                                         | Gaélique écossais              | Irlandais                               |
| Présent affirmatif interrogatif négatif interro-négatif | tha a bheil chan eil nach eil  | tá an bhfuil níl (ní fhuil) nach bhfuil |
| Présent assertif                                        | is                             | is                                      |
| Passé affirmatif interrogatif négatif interro-négatif   | bha an robh cha robh nach robh | bhí an raibh ní raibh nach raibh        |
| Passé assertif                                          | bu                             | ba                                      |
| Futur affirmatif interrogatif négatif interro-négatif   | bithidh am bi cha bhi nach bi  | beidh an mbeidh ní bheidh nach mbeidh   |

Le gaélique (bh)eil et l’irlandais (bh)fuil proviennent du vieil irlandais fil, qui avait à l’origine un sens impératif : « vois ! » (racine i.-e. *uél- « voir », qu’on retrouve dans le gallois gweld « voir », le gotique wlits « visage » et le latin voltus, de même sens), et qui en est venu à signifier « voici » (cf. français vois ci → voici et vois là → voilà), puis est devenu une forme dépendante supplétive de at·tá. Le gaélique robh et l’irlandais moderne raibh proviennent de la particule perfective ro (ry en gallois) plus ba (lenifiée après ro).

## Sources
- (en) Cet article est partiellement ou en totalité issu de l’article de Wikipédia en anglais intitulé « Indo-European copula » (voir la liste des auteurs).